# 炭素14
炭素14（たんそ14、Carbon-14、14C）は、炭素の放射性同位体。

## 解説
炭素の内の 0.00000000012 (1.2×10^-10)% を占め、原子核は6個の陽子と8個の中性子からなる（なお、炭素の大部分〈98.9 %〉を占める炭素12は6個の陽子と6個の中性子、1.1 % を占める炭素13は6個の陽子と7個の中性子からなる。）。1940年2月27日にマーティン・ケイメンとサミュエル・ルーベンによって発見された。
半減期は5,730年でベータ崩壊をして窒素14 (14N) になる。
{\displaystyle {\ce {{^{14}_{6}C}->{^{14}_{7}N}+{\it {{e}^{-}}}+{\bar {\nu }}_{e}}}}

## 生成
炭素14は対流圏上部から成層圏で、窒素原子 (N) に熱中性子 (n) が吸収されることによって生成される。宇宙線が大気に入射するとさまざまな反応が起こり、その中には中性子を生成するものもある。生成した中性子と窒素原子から以下の反応によって炭素14が生成する。
{\displaystyle {\ce {{\it {n}}\ {+}{^{14}_{7}N}->{^{14}_{6}C}+{\it {p}}}}}
最も炭素14の生成量が多いのは高緯度地域の高度3万から5万フィート（約9000から約1万5000メートル）である。

## 応用
有機物中に存在する炭素14は放射性炭素年代測定に使われる。存在量の年変動を詳細に捉えることで過去の太陽活動周期を明らかにし、太陽活動に変化と伴う気候変動の関連性を解明する研究が行われている。
また、部分的核実験禁止条約が1963年に締結されるまでの冷戦期中に実施された核実験によって大量に放出された炭素14に着目した、ノーベル医学研究所のスウェーデン人神経科学者ヨナス・フリーセンが、ローレンス・リバモア国立研究所との共同研究で人体組織の年齢を測定することに成功し、この手法は法医学にも応用されている。

地層などの年代測定に見られる核実験禁止条約まで行われた核実験によって発生した炭素14はボムパルス（ボムスパイク）として検出される。歴史学、生物学や法医学などで用いられる。